# کتابخانه کارنگی
کتابخانه کارنگی (به انگلیسی: Carnegie Library at FAMU) یک کتابخانه در ایالات متحده آمریکا است که در فلوریدا واقع شده‌است.